# 장화왕후
장화왕후 오씨(莊和王后 吳氏, 생몰년 미상)는 고려 태조의 왕비이며 혜종의 어머니이다. 오다련(吳多憐)과 연덕교(連德交)의 딸이다. 본관은 나주(羅州)이며, 나주(羅州)의 호족 오부순(吳富純)의 손녀이다.

## 생애

### 생애 초반
장화왕후의 조부는 오방(吳昉:825~  ) 자를 부순(富純)이라 하고 호는 한송정(寒松亭)이라 하였다. 장화왕후의 조부 이름을 부돈(富敦) 혹은 부순(富伅)이라고 한 것은 잘못된 기록이다. 오방은 통일신라 말에 문과(文科) 율령전박사(律令典博士)겸 병부시랑(兵部侍郞)를 역임하였으며, 고운(孤雲) 최치원(崔致遠) 선생과 처사(處士) 왕거인(王巨仁) 등과 같이 명승지를 유람하였고, 875년에 함양(咸陽)에서 당시에는 금성(錦城)으로 부르던 현재의 나주에 옮겨 와 살았다.  장화왕후의 아버지 오희(吳禧:856~944)는 신라 헌강왕 때(877) 공자(孔子)묘당(廟堂) 경학박사(經學博士)를 제수하였다. 고려 태조 921년에 다련군(多憐君)에 봉해졌고, 고려 혜종 원년(944)에 타계하였다. 선조는 500년(지증왕(智證王) 1년)에 중국에서 신라로 입국했다가 다시 중국으로 돌아간 오첨(吳瞻)이다. 오첨(吳瞻)은 태백왕의 25세인 오기(초나라 제상)의 45세손이며, 왕명으로 김종지(金宗之)의 딸을 아내로 맞이하여 신라에서 2남 1녀를 두고 22년을 살다가 521년 다시 중국으로 들어갔는데 이때 두 아들 중에 둘째 아들 오응(吳膺)은 나이가 어려 중국으로 귀환하지 못하고 그대로 신라에 남아 함양에서 살게 되었다.
장화왕후 조부가 오방(吳昉)이고, 부친이 오희(吳禧)라는 주장은 1940년 전후로 공개된 '오씨삼십세계도(吳氏三十世系圖)' 필사본에만 있는 내용으로 이 필사본은 조작된 위서(僞書)로 보고 있다. 오씨 가문은 나주 오씨 정묘보(1747년), 보성 오씨 병술보(1766년), 해주 오씨 정해보(1767년)를 오씨 가문의 족보원전(族譜原典)이자 오씨 가문의 정사(正史)로 본다. 그런데 1940년 전후로 공개된 이 필사본은 내용이 다르다. 심지어 송은당(松隱堂) 오탁진(吳卓眞)의 기록을 기초로 1397년에 만들어진 '오씨삼십세계도(吳氏三十世系圖)' 원본을 근거로 작성된 해주 오씨 정해보(1767년), 보성 오씨 병술보(1766년), 보성 오씨에서 분파한 함양 오씨 족보서(1689년)와도 필사본과 방주의 기록 등 내용이 다르다. 오방(吳昉)과 오희(吳禧) 방주의 기록도 없던 부분이다. 이밖에도 원래는 없던 기록으로는 1940년 전후로 나온 필사본에는 장화왕후의 조부를 오방으로, 부친을 오희로 연결시킨 내용 등이 첨부되었다. 신증동국여지승람(新增東國輿地勝覽)에는 장화왕후 집안은 대대로 나주(羅州)의 목포(木浦)에 살았다고 기록돼 있는데, 필사본은 이와도 내용이 다르다. 또한 지증왕 원년은 경진(庚辰)년인데, 필사본에는 신사(辛巳)년으로 되어있고, 법흥왕 8년은 신축(辛丑)년인데, 필사본에는 임인(壬寅)년으로 되어있는 등 신뢰도에 결함이 있다.  
해주오씨 정해보(1767년), 보성오씨 병술보(1766년), 함양오씨 족보가 오씨삼십세계도를 근거로 작성되었다는 전혀 사실무근이며 족보를 잘못이해하고 글을 쓰신겁니다. 1940년에 공개된 자료가 영조년간에 간행된 족보를 근거로 쓰였다는것은 물이 거꾸러 올라간거와 같습니다. 각 종중마다 별도로 가록이 전해졌기에 발행한 종중마다 기록이 조금씩 다릅니다. 오씨삼십세계도를 위서로 보고 있다고 기술하고도 내용 중에 오씨 삼십세계도 내용을 인용한 것은 작성한 필자도 은연중에 오씨삼십세계도를 인정한것으로 보여지며, 1000년이 넘은 기록에  간지가 일부 차이가나는것은 큰 문제가 되지 않습니다. 이름은 옛날에 더 자주 바뀌었기에 이름이 다르다고 자료가 잘못되었다라고 평가하기보다는 다른 기록을 보완하고 참고하는 것이 좋을듯 한데 실례로 고려사절요에 1217년에 오인영이 동년에 오효정으로 개명하여 기록하여 전혀 다른 사람으로 오인하기도 합니다.      
신증동국여지승람(新增東國輿地勝覽) 전라도(全羅道) 나주목(羅州牧) 편에는 장화왕후의 조부는 오부돈(吳富敦), 부는 다련군(多憐君)으로 대대로 나주(羅州)의 목포(木浦)에 살았는데, 다련군(多憐君)은 사간(沙干) 연위(連位)의 딸 덕교(德交)를 부인으로 맞아 장화왕후를 두었다고 한다. 고려사(高麗史), 고려사절요(高麗史節要)에는 오다련(吳多憐)으로 표기되었다. 
왕건은 903년과 909년, 913년에 각각 나주에 출진하였는데, 장화왕후의 아들인 혜종이 912년에 태어났으므로 장화왕후는 왕건과 903년이나 909년 경 혼인한 것으로 보인다. 처녀시절 오씨는 꿈에 포구(浦)의 용(龍)이 와서 배에 들어가는 태몽을 꾸고 놀라 깨어 부모에게 말하니 모두 기이하게 여겼다. 궁예로부터 수군 장군으로 임명된 왕건은 군사를 이끌고 나주로 출정하여 목포(木浦)에 배를 머무르고 있었다.

### 왕건과 만남
견훤이 무진주에서 전주로 중심지를 옮겨 후백제 건국을 선포하려던 계획이 9년 동안이나 지체될 정도로 처음부터 전남 해안 지역 세력들과 견훤과는 우호적인 정황이 보이지 않았으니 그 틈을 노린 왕건은 서남해안을 공략하였고, 오다련 등 전남 해안 지역 호족들은 왕건에게 우호적으로 대했다. 갑판 선상에서 시내 위를 바라보던 왕건이 오색(五色)의 운기를 보고 달려갔다가 빨래하고 있는 오씨를 보았다.
나주 호족의 딸로서 태조를 만나 두번째 정실부인으로서 장자(長子)인 혜종을 낳고, 대광(大匡)인 박술희(朴述熙) 등의 비호를 받았다. 언제 사망했는지는 알 수 없으나, 지금까지도 나주 지역에는 그와 관련된 설화가 전해지고 있다.
태조가 군사를 이끌고 행군하던 중 목이 말라 우물을 찾다가, 나주 금성산(錦城山) 남쪽에 상서로운 오색 구름이 서려 있는 것을 보고 말을 타고 그 곳으로 달려갔다. 열일곱 살쯤 되어 보이는 예쁜 처녀가 우물가에서 빨래를 하고 있는 것을 보고 물을 청하자, 처녀는 바가지에 버드나무 잎을 띄워 건네주었다. 태조가 이상히 여겨 버드나무 잎을 띄운 까닭을 물었다.
대답하기를 "장군께서 급히 물을 마시다가 혹 체할까 염려되어 그리하였나이다" 하고는 얼굴을 붉히면서 고개를 떨구었다. 이에 감동한 태조가 그의 아버지를 찾아가 청혼을 하고 흔쾌히 승낙을 받았는데, 처녀는 왕건이 찾아 오기 며칠 전에 이미 황룡 한 마리가 구름을 타고 날아와 자신의 몸 속으로 들어 오는 꿈을 꾸었다고 한다.

### 책비 이후
태조는 혜종이 임금될 자격이 있음을 알았으나 다른 지역 호족들의 반발로 왕위를 계승하지 못할까 염려하여 징표로 옷상자에 황제가 입는 옷 자황포(黃袍)를 담아 전해주었다. 뒤에 왕건이 태자 무를 책봉할 때 왕건이 징표로 오씨에게 하사한 자황포 비단을 대광(大匡) 박술희(朴述熙)에게 보여주자, 박술희가 그 뜻을 알고 혜종을 정윤(正胤 태자 무(太子 武)으로 삼기를 적극 건의하여 성사시켰다.
934년을 전후해서 사망하였을 것으로 추정된다. 그러나 일설에는 943년 아들 혜종의 즉위를 보았으나 2년 뒤 아들의 서거도 목격하였다는 설도 있다. 그녀가 정확히 언제 사망하였는지는 기록에 남지 않았다.

## 사후
정치적으로 유씨 남궁씨 등이 연합하여 제2대 혜종을 제거하려고 결집하였고 혜종이 타계하게 되자 장화왕후와 그 소생 혜종을 폄하하려는 의도로 장화왕후를 비하하는 기록이 장화왕후의 사후에 덧붙여졌다. 고려사에도 수록되었는데 일설에 의하면 태조(太祖)가 빨래터에서 만난 오씨를 불러 시침하였으나 임신시키기를 원치 않았다는 식으로 기록되어있다. 물론 오씨 측 가문이  미약하였으나 임신시키기 원치 않았다는 식으로 표현한 것은 의도적으로 장화왕후와 혜종을 비하하려는 의도이었음을 학자들도 인정하는 일이다. 일찌기 왕건에게 투항하고 그를 지지하여 왕건의 삼한지역 통일에 도움을 준 장화왕후의 집안은 후백제 견훤이 금성 지역에 쳐들어 오자 보복을 당하여 보유하던 가문의 군사력이 크게 약화되었었다. 고려 건국 후 태조 왕건이 그것을 안타깝게 여기고 장화왕후의 부친을 안쓰럽게 여겼다는 의미로 다련군(多憐君)으로 이라고 봉했던 것을 보면 오씨 가문이 본래 결코 한미한 집안은 아니었고 통일신라 말기의 호족 세력들의 합종연횡의 풍조하에서 왕건의 뒤를 이은 혜종을 제거하려고 담합한 연합세력을 감당하기에는 역부족이었다고 해야 할 것이다.   
그 후 혜종이 태어났는데, 왕이 태어난 마을이라 하여 왕을 상징하는 '용'자를 써서 이름을 '흥룡동'이라 하였다. 당시 처녀가 빨래하던 샘인 완사천이 지금도 나주 시청 앞쪽의 도로 옆에 있고, 그 옆에는 왕비의 비(碑)가 남아 있다. 흥룡동에는 혜종(惠宗)의 소상(塑像)을 모신 혜종사(惠宗祠)라는 사당이 있었는데, 조선 세종 11년(1429년), 이안관이 혜종(惠宗)의 소상과 진영을 옥교자에 모시고 한양으로 떠났다는 기록이 있다.

## 가족 관계
친정 
- 조부 : 오방(吳昉),오부순(吳富純)
- 조모 : 미상
  - 아버지 : 다련군 오희[3](多憐君 吳禧, 856~944)
- 외조부 : 신라 사간 연위(沙干 連位) 신라 사간 연위(新羅 沙干 連位)
- 외조모 : 미상
  - 어머니 : 연덕교(連德交)
    - 형제 : 오상(吳相)
    - 형제 : 오환(吳桓)
    - 형제 : 오검(吳檢)

 왕가 
- 시아버지 : 추존 세조(世祖, ? ~897)
- 시어머니 : 추존 위숙왕후(威肅王后)
  - 남편 : 제1대 태조(太祖, 877~943 재위: 918~943)
    - 장남 : 제2대 혜종(惠宗, 912~945 재위:943~945)
    - 며느리 : 의화왕후(義和王后)
      - 손자 : 흥화궁군(興化宮君, ? ~960?)
      - 손녀 : 경화궁부인(慶和宮夫人)  - 광종의 제2비
      - 손녀 : 정헌공주(貞憲公主)

    - 며느리 : 후광주원부인(後廣州院夫人)
    - 며느리 : 청주원부인(淸州院夫人)
    - 며느리 : 궁인 애이주(宮人 哀伊主)
      - 손자 : 태자 왕제(太子 王齊)
      - 손녀 : 명혜부인(明惠夫人)

## 대중 문화속에 나타나는 장화왕후

### TV 드라마
- 《태조 왕건》(KBS, 2000년~2002년, 배우 : 염정아)
- 《제국의 아침》(KBS, 2002년~2003년, 배우 : 반효정,염정아)
- 《달의 연인 - 보보경심 려》(SBS, 2016년~2016년, 배우 : 우희진) - 이건 장화왕후로 볼수 없음.우희진은 상궁 신분이고 작중에선 왕무의 어머니는 이미 돌아가신걸로 나옴.